# Barbara Campanini
Barbara Campanini, kallad La Barberina, född 27 september 1719 i Parma, död 7 juni 1799 i Preussen, var en berömd italiensk ballerina.
1739 uppträdde Campanini i Paris och gjorde succé. Efter att ha tillbringat en kort tid i London, framträdde hon i Wien. Fredrik II uppmärksammade den vackra dansösen och inbjöd henne att dansa på Berlins operahus från 1744 till 1748. Hon lämnade dock snart operan för att gifta sig med en son till storkanslern Samuel von Cocceij 1751, men äktenskapet blev olyckligt och upplöstes snart. Sedan hon skänkt hela sin förmögenhet till ett adligt jungfrustift i Schlesien, blev hon abbedissa där med titeln grevinna Campanini.